# نانو (بازیکن فوتبال اسپانیایی، زاده ۱۹۸۰)
نانو (انگلیسی: Nano؛ زادهٔ ۷ ژوئیهٔ ۱۹۸۰) بازیکن فوتبال اهل اسپانیا است.
از باشگاه‌هایی که در آن بازی کرده‌است می‌توان به باشگاه فوتبال اتلتیکو مادرید بی، باشگاه فوتبال بیجینگ رن، باشگاه فوتبال ختافه، باشگاه فوتبال رئال بتیس، باشگاه فوتبال رئال وایادولید، باشگاه فوتبال لوانته و باشگاه فوتبال ختافه اشاره کرد.